# Леонтьев, Андрей Игоревич
Андрей Игоревич Леонтьев (род. 23 августа 1969, Москва) — российский тележурналист, телеведущий, телепродюсер, автогонщик и путешественник.

## Биография и карьера
Андрей Леонтьев родился в Москве 23 августа 1969 года. Мать — Кармен Виеска — преподаватель испанского языка, отец — Игорь Алексеевич Леонтьев — авиационный инженер.
С раннего возраста интересовался всем, что связано с автомобильной и авиационной техникой. Во время учёбы в средней школе посещал Кружок юного автомобилиста во Дворце Пионеров, занимался картингом.
Окончил школу в 1985 году, в том же году поступил в МГИМО на факультет Международной Журналистики. Во время учёбы работал в региональных (Казахстан) и центральных газетах («Известия», «За Рубежом»).
Окончание института в 1991 году совпало с драматическими событиями в истории России. Не желая сотрудничать со СМИ, занимающими радикальные позиции как с одной, так и с другой стороны, А. Леонтьев пробует себя на предпринимательском поприще — небезуспешно занимается рекламой и недвижимостью. Возвращение в журналистику происходит в 1992 году с появлением на отечественном телевидении первой специализированной программы «Авто Шоу». Андрей присоединяется к буквально новорожденному коллективу, собранному известным журналистом, продюсером и телеведущим Николаем Петровым. Здесь происходит знакомство с журналистами Александром Пикуленко, Сергеем Асланяном, Алексеем Хресиным, режиссёром Еленой Садовой. Елена с Андреем работает до сих пор. Начиная с 1996 года А. Леонтьев становится Главным Редактором программы Автошоу. Параллельно происходит возвращение в автоспорт: продюсерская компания Николая Петрова «Аква Вита» реализует многолетний успешный проект «Гонки на выживание», и Андрей становится не только одним из ведущих проекта, но и его непосредственным участником. В тот же период Леонтьев работает на радио ведущим утреннего эфира и руководителем службы информации (Радио 7), делает автомобильную программу в рамках канала «Деловая Россия» (РТР), принимается в дикторский отдел «Деловой России» под руководством легендарного Игоря Кириллова и ведёт прямые эфиры канала, работая вместе с настоящими звёздами — Евгением Кочергиным, Петром Кулешовым, Еленой Нефедовой, Еленой Старостиной.
В 1997 году ведёт автомобильную рубрику в программе «Доброе Утро, Россия» с Михаилом Гуревичем. В 1996—1999 годах работает вместе с Марией Чугреевой — тележурналистом, поэтом и композитором на ряде социальных неавтомобильных телепроектов (в частности — «Хорошие Новости», ТВЦ). В 1998 году Леонтьев принимает приглашение «Новой Компании» и возглавляет программу «В Мире Моторов», выходящую на 1 канале (ведущая Татьяна Масликова). Впоследствии, Андрей становится Главным Режиссёром «Новой компании» на проектах «Утро на 1 канале», «Доброе утро» на НТВ (ведущий Лев Новоженов), где ежедневно в прямом эфире представляет автомобильную рубрику.
В 2002 году Андрей Леонтьев начинает работать над концепцией специализированного на моторной тематике кабельного и спутникового круглосуточного канала. И приступает к поиску инвесторов. Однако лишь с четвёртой попытки в 2006 году удается найти заинтересованную структуру в лице только что созданного холдинга «Red Media», у которого была потребность в таком проекте. Телеканал «Авто Плюс» вышел в эфир 5 сентября 2006 года. А. Леонтьев полностью посвящает себя этому проекту, позволив себе лишь в 2007—2008 годах вести вместе с Марией Румянцевой программу Формула 1 на Рен-ТВ. Однако в 2010 году впоследствии серьёзных разногласий с руководством холдинга относительно путей развития канала и организации производства, Леонтьев покидает созданный по его концепции и при его непосредственном участии канал. Вместе с ним уходит и почти весь коллектив.  Созданная Леонтьевым и его школьным другом и партнером Александром Воробьевым компания «LAV Productions» начинает производство программ для других федеральных и спутниковых каналов. На телеканале «Звезда» выходит программа «Выходные на колесах» с Алексеем Лысенковым в качестве ведущего, на ТВЦ — «Автомобильное настроение», на РБК-ТВ — «Autonews». Для телеканала REN снимается шоу «Авто Квест». Впоследствии начинается сотрудничество с телеканалом DiscoveryChannel. Леонтьев является продюсером, автором и ведущим циклов «Техногеника», «Дороги России», «Города Живые и мертвые». Сохраняется сотрудничество и с традиционными партнерами: РБК, ТВЦ. Леонтьеву и Воробьеву принадлежат форматы «Выходные на колесах», «Техногеника», «Дороги России», «Города Живые и Мертвые», «Ручная Работа». Андрей Леонтьев вместе с Кириллом Лариным являются авторами формата «Программа Испытаний». Эта программа производства LAVProductions, выходит в эфир на телеканале Че с ноября 2017 года.

## ТВ проекты с участием А. Леонтьева
- «Авто Шоу» (1, ТВ Центр, 2Х2) — ведущий, редактор, Главный редактор.
- «Гонки на Выживание» (1, ТВ Центр, 5 канал) — ведущий, редактор, участник.
- «Автообозрение» (РТР — Россия) — Главный редактор, ведущий.
- «Деловая Россия» (РТР — Россия) — ведущий прямых эфиров.
- «Автоклуб» (5 канал) — ведущий, автор.
- «Большое Автомобильное Путешествие» (Московия) — ведущий.
- «Хобби» (НТВ) — ведущий.
- «Доброе утро, Россия» (РТР — Россия) — автор, ведущий.
- «Хорошие Новости» (ТВ Центр) — ведущий.
- «Утро» (1) — Главный режиссёр рубрик.
- «В Мире Моторов» (1) — Главный редактор, продюсер.
- «Доброе утро на НТВ» (НТВ) — режиссёр, ведущий, автор.
- «Авто Топ» (НТВ) — Главный редактор, продюсер, ведущий.
- «Телеканал Авто Плюс» (Red Media) — Автор, продюсер и руководитель проекта, автор, ведущий.
- «Формула 1 на Рен-Тв» (РЕН ТВ) — ведущий.
- «Выходные на Колесах» (Звезда, ТВ Центр, РБК-ТВ, Радио России) — Главный продюсер, автор, ведущий.
- «Автомобильное Настроение» (ТВ Центр) — Главный продюсер, автор, ведущий.
- «Династии» (РБК-ТВ) — Главный продюсер.
- «Попутчики» (РБК-ТВ) — Главный продюсер.
- «Autonews» (РБК-ТВ) — Главный продюсер, Главный редактор, автор, ведущий.
- «Наши тесты» (Авто Плюс) — Главный продюсер, Главный редактор, автор, ведущий.
- «Своими Глазами» (Авто Плюс) — Главный продюсер, Главный редактор, автор, ведущий.
- «Гранд Тест» (Авто Плюс) — Главный продюсер, Главный редактор.
- «Программа испытаний» (Че) — Главный продюсер, ведущий.
- «Техногеника» (Discovery Channel) Главный продюсер, автор, ведущий.
- «Дороги России» (Discovery Channel) Главный продюсер, автор, ведущий.
- «Города Живые и Мертвые» (Discovery Channel) Главный продюсер, автор, ведущий.
- «Космос. Начало. Будущее» (Discovery Channel) Главный продюсер, автор, ведущий.
- «Ручная Работа» (Discovery Channel) Главный продюсер, автор.

## Радио проекты
- «Мотор» (Радио 7, Радио Рокс) — автор проекта, ведущий
- «Авто Форум» (Авторадио) — редактор, ведущий
- «Тест-Драйв» (Авторадио) — автор, ведущий
- «Авто Тайм» (ФИНАМ ФМ) — Генеральный продюсер, автор, ведущий

## Интернет
- «Motorlive. ru» — Генеральный продюсер, автор, ведущий

## Спорт
Андрей Леонтьев имеет более, чем 20-летний опыт выступления в различных дисциплинах автоспорта: картинге, кроссе, кольцевых гонках. Был победителем и призёром многочисленных соревнований регионального (Московского) и республиканского уровня (РСФСР, РФ).
С 2009 полностью посвятил себя ралли-рейдам, когда благодаря Семену Якубову смог попробовать свои силы в качестве пилота в составе команды КАМАЗ-Мастер. Проходил подготовку по руководством тренеров десятикратного победителя Дакара «Царя пустыни» Владимира Чагина и трёхкратного участника Дакара Сергея Решетникова, который стал «играющим» тренером выполняя роль механика в экипаже Леонтьева (в качестве штурмана выступал приглашенный А. Леонтьевым журналист А. Мочалов). В результате — 3 место на этапе Чемпионата России «Хазарские степи» в 2010 году и 11 место в ралли-марафоне «Silk Way» 2010 (Шелковый Путь). В 2013-14 гг. А. Леонтьев выступал в качестве пилота в составе созданной им совместно с группой ИРИТО команде ИРИТО-Спорт на автомобиле Great Wall Hover H5. Штурманом экипажа стала Чемпионка России по ралли, призёр этапов Чемпионата Мира, мастер спорта Анна Завершинская, тренером и руководителем команды — трёхкратный участник Дакара, легендарный пилот команды КАМАЗ-Мастер Сергей Решетников. Команда дебютировала на ралли-марафоне Silk Way 2013 (сход на 5 этапе). Затем провела серию успешных гонок в рамках Чемпионата и Кубка России, по итогам которых Леонтьев стал Бронзовым Призёром Чемпионата России 2013.
Андрей Леонтьев является 14-кратным рекордсменом России по автоспорту (рекорды скорости на льду и на длинные дистанции). При этом он сам является организатором попыток установления рекордов — в частности ставших традиционными «Днями скорости на льду Байкала». 
- А. Леонтьеву и А. Завершинской принадлежит и зарегистрированный в «Книге Рекордов России» рекорд беспрерывного передвижения на автомобиле: в июне 2013 года экипаж из двух человек на автомобиле Volvo XC 90 стартовал из Мурманска в сторону Магадана и преодолел 10124 километра за 138 часов. 
- В июне 2014 А. Леонтьев и А. Завершинская установили сразу 2 рекорда России и абсолютное мировое достижение: экипаж стартовал на автомобиле Subaru Outback с мыса Сан-Висенте (Португалия, самая удаленная юго-западная точка Евразии) и финишировал в Магадане (самая удаленная северо-восточная точка Евразии, куда ведут круглогодичные дороги), преодолев 16164 километра за 180 часов и показав среднюю скорость 89,2 км/час. 
- В 2015 году на автомобиле Porsche Panamera TurboS  им был установлен абсолютный рекорд России скорости на льду 295 км/час. Это – абсолютное мировое достижение для автомобилей без специальной подготовки в заводском исполнении и на стандартных шинах. 
- В 2016 году экипаж Леонов/Ларин/Леонтьев на автомобиле Bentley Flying Spur в заводском исполнении установили новый рекорд на природном льду на 1000 км, преодолев эту дистанцию со средней скоростью 96,1 км/час.
Андрей Леонтьев неоднократно становился призёром этапов Чемпионата Мира и Европы по водномоторному спорту в многочасовых гонках на спортивных лодках.
- В 2011 году в составе латвийской команды Aqva Shelf он становится Чемпионом Мира в классе PR-2.
- В 2012 году вместе с двукратной Чемпионкой мира по боксу Ниной Абросовой они создают новую команду Nina Motorsport. В том же году они становятся обладателями Кубка Европы.
- В 2013 году команда выигрывает этап Чемпионата Европы — 6-часовую гонку в Пярну.

## Экспедиции и автопробеги
В 1999 году Андрей Леонтьев стал участником экспедиции «Северный Полюс 1999», задачей которой было впервые в истории добраться на автомобиле своим ходом до точки Северного Полюса. Успех проекта и полученный первый опыт толкнули Леонтьева на продолжение столь зацепившей его темы.
В результате были выбраны раз и навсегда принципы организации проектов, которые ни разу не нарушались:
- независимо от сложности маршрута только СТАНДАРТНАЯ техника с опциями, предусмотренными заводом-изготовителем
- автомобили должны быть укомплектованы исключительно стандартными шинами и техническими жидкостями
- никаких доработок и переделок автомобилей в процессе проекта не допускается
- каждый проект должен содержать большую КРАЕВЕДЧЕСКУЮ составляющую.

С тех пор Андреем Леонтьевым при помощи коллег, друзей и единомышленников было реализовано свыше 35 проектов:
- «Северный Полюс 1999». LADA Бронто «Марш» — участник
- «По Ленинским местам — Париж-Женева-Прага-Санкт-Петербург-Москва». 2001. SAAB 9000 — автор проекта, организатор, участник.
- «Дорога Жизни — к 60-летию прорыва Блокады Ленинграда». 2003. ГАЗ-АА — автор проекта, организатор, участник.
- «Царское ралли Лондон-Шанхай». 2004. Rolls-Royce Silver Cloud III — участник.
- «Русский Север 2005». Peugeot 308 cc, Peugeot 407 sw — автор проекта, организатор, участник.
- «Рубеж обороны. К 60-летию Великой Победы». 2005. ГАЗ-ММ — соавтор проекта, организатор, участник.
- «Русский Север 2006». Cadillac SRX — автор проекта, участник.
- «Забытая Совза». 2007. Jeep Liberty, Nissan Patrol — автор проекта, организатор, участник.
- «Париж-Пекин». 2008. Mercedes-Benz E 300 4 matic — участник.
- «Вокруг Байкала 2008». Land Rover Discovery 3 — автор проекта, организатор, участник.
- «Москва-Тикси 2009». Mazda BT 50 — организатор, участник.
- «Москва-Магадан 2009». Mazda 3 — организатор, участник.
- «Москва-Тикси 2010». Mercedes-Benz ML 320 D — организатор, участник.
- «Байкальский Лед 2010». Audi Q5 — автор проекта, организатор, участник. «Черемушки-Черемушки (Хакасия)». 2010. Mazda MX-5 — автор проекта, организатор, участник.
- «Skoda Yeti Baikal Experince». 2010. Skoda Yeti — соавтор проекта, организатор.
- «Patrol в Караул». 2011. Nissan Patrol — автор проекта, организатор, участник.
- «Брест-Певек 2011». Mazda BT 50 — автор проекта, организатор, участник.
- «Байкальский Лед 2011». Volkswagen Polo — автор проекта, организатор.
- «Звёздный городок-Байконур. к 50-летию Первого полета в Космос». 2011. Audi A8, Audi Q7, Audi A4 Allroad — автор проекта, организатор, участник.
- «Москва-Сахалин 2011». Jaguar XK-R — автор проекта, организатор, участник.
- «Детям Алтая» 2011. Renault Koleos — автор проекта, организатор, участник.
- «Москва-Игарка 2012». Jaguar XF — автор проекта, организатор, участник.
- «Сеул-Владивосток-Москва». 2011. KIA Sorento — организатор.
- «От Деда Мороза к Чысхаану (Великий Устюг-Оймякон)». 2012. Subaru Outback, Subaru Forester — автор проекта, организатор, участник.
- «Москва-Долгощелье (Архангельская обл.)». 2012. Hyundai i40 — автор проекта, организатор, участник.
- «Москва-Екатерининская Застава». 2013. Jaguar XF, Jaguar XJ — автор проекта, организатор, участник.
- «По Кругобайкальской Железной Дороге». 2013. Land Rover Defender — автор проекта, организатор, участник.
- «Москва-Байконур. 25 лет Бурану». 2013. Chevrolet Camaro — автор проекта, организатор, участник.
- «Land Rover открывает Белоруссию». 2013. Линейка Land Rover и Range Rover — организатор
- «Land Rover открывает Казахстан». 2013. Линейка Land Rover и Range Rover. — организатор, участник.
- «Route 3. Хиросима-Франкфурт на Майне». 2013. Mazda 3 — соорганизатор.
- «911 часов на Porsche 911 в России». 2013. Porsche 911 — автор проекта, организатор, участник.
- «Большое Европейское Путешествие (Москва-Южный Урал)». 2013. Range Rover Evoque — автор проекта, организатор, участник.
- «Москва-Нарьян-Мар 2014». Jaguar XF, Jaguar XJ — автор проекта, организатор, участник.
- «Звёздный городок-Байконур. Юбилейная экспедиция 60 лет Байконуру, 25 лет Land Rover Discovery». 2014. Land Rover Discovery — автор проекта, организатор, участник.
- «Сокровенная Россия», 20.06.2016 г., #Skoda35000km — автор проекта, организатор, участник. Старт — г. Никель, финиш — г. Магадан
- «Первая автомобильная экспедиция вокруг Азовского моря-внутреннего моря России». 2023. УАЗ Патриот — организатор, участник.

Накопленный опыт и созданный коллектив логистов, водителей-инструкторов, механиков и специалистов по туризму позволил А. Леонтьеву и А. Воробьеву под брендом LAV Travel создать компанию Авто Путешествие, которая оказывает профессиональные услуги по организации индивидуальных автомобильных экспедиций пробегов и приключений как в самых труднодоступных районах бывшего советского пространства, так и по асфальту.

## Заслуги и награды
- Обладатель Кубка Европы (2012) и Чемпион Мира по Водномоторному спорту (2011) в классе PR-2 (многочасовые гонки в одноместных лодках)
- 14-кратный рекордсмен России (автоспорт)
- призёр Чемпионата России (ралли-рейды)
- многократный призёр и победитель соревнований по ралли-рейдам и автокроссу
- участник ралли-марафона Шелковый Путь (2010, 2013).